# Bouzeghaia
Bouzeghaia (în arabă بوزغاية) este o comună din provincia Chlef, Algeria.
Populația comunei este de 22.590 de locuitori (2008).